# Palazzo delle Assicurazioni Generali (Ferrara)
Il Palazzo delle Assicurazioni Generali è un edificio monumentale novecentesco situato nel centro di Ferrara.

## Storia
Le Assicurazioni Generali, a Ferrara sin dal 1832, un anno dopo dalla loro fondazione a Trieste, con sede di Venezia, fecero edificare lo stabile di fronte al castello a partire dal 1925, all'inizio del periodo noto come Addizione Novecentista.

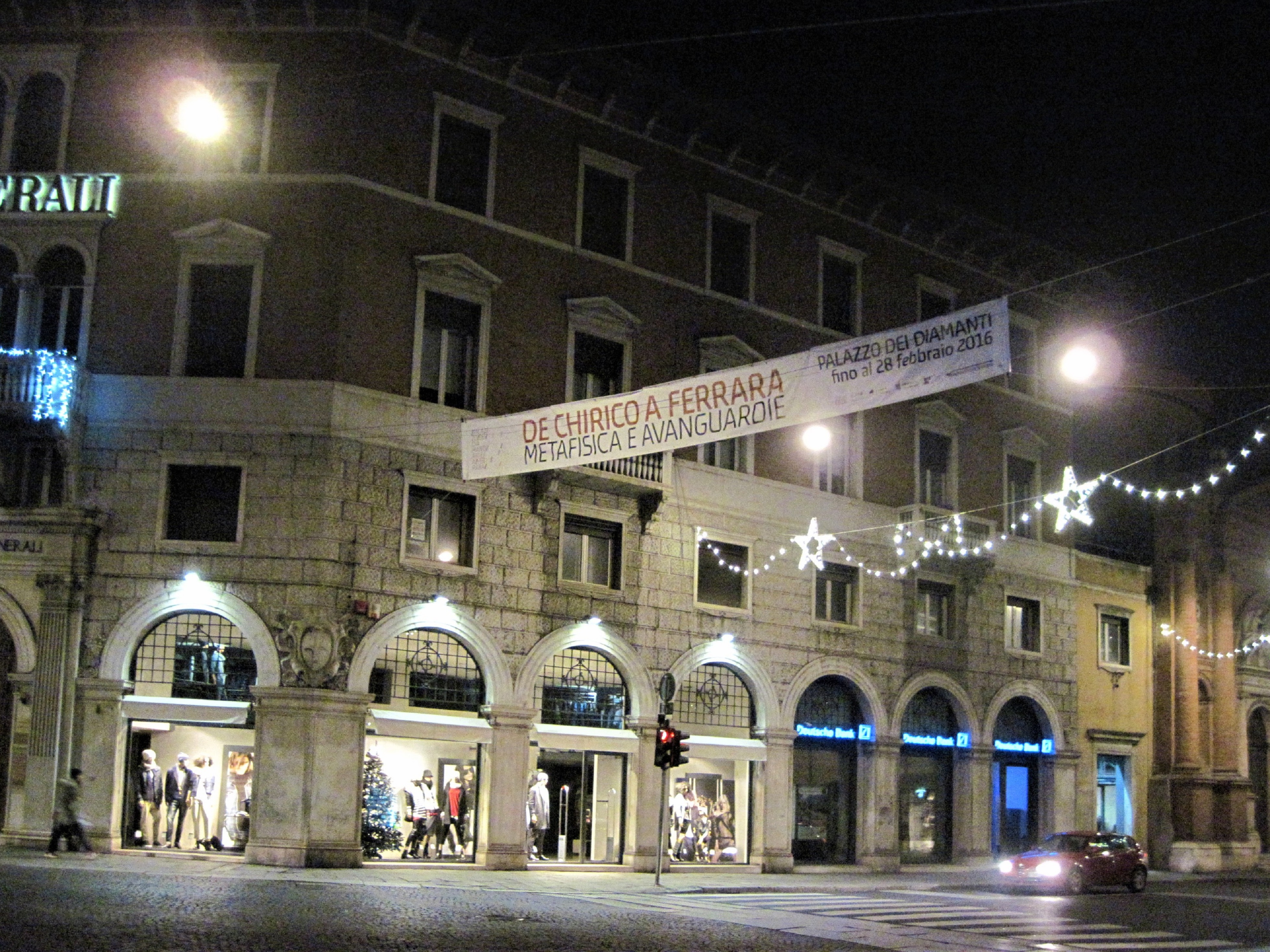
Immagine notturna del palazzo su corso della Giovecca.

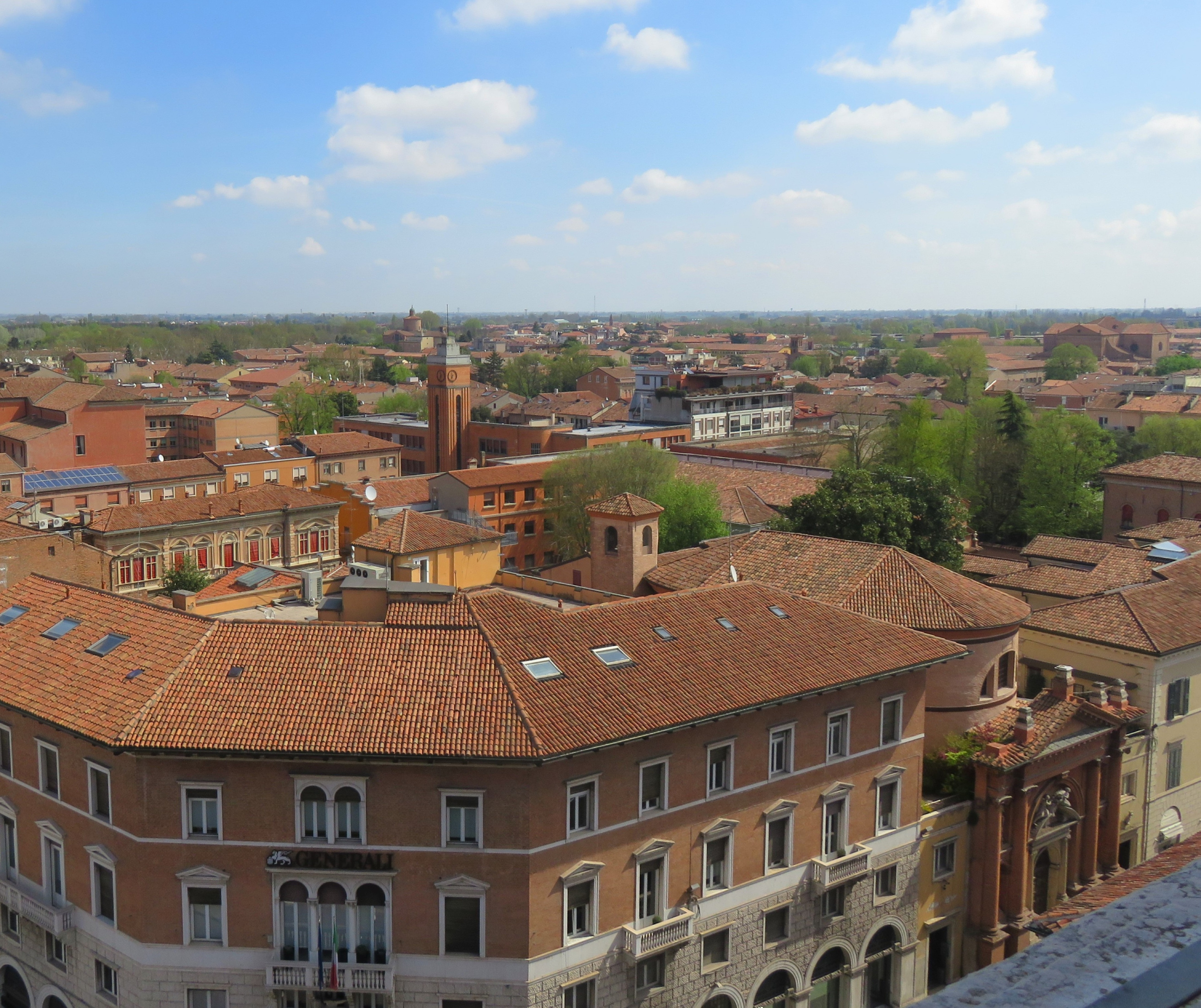
Area ex Sant'Anna immediatamente adiacente al Palazzo delle Assicurazioni Generali. Spicca in particolare la torre della scuola elementare Alda Costa.

Prima della costruzione del palazzo, sul sito era presente una torre con una campana arricchita nella sua parte apicale da quattro statue. Acquisita l'area, le Assicurazioni Generali diedero l'incarico del progetto ai due padovani Ferdinando Forlati e Augusto Berlese, che impostarono il prospetto seguendo uno stile ritenuto poco adatto da Girolamo e Carlo Savonuzzi che tentarono, dagli uffici comunali, di ottenere modifiche tali da renderlo più integrato nell'urbanistica cittadina senza avere successo. Pochi anni dopo, la vicina area ex Sant'Anna fu interessata da un importante intervento che modificò in modo notevole tutta la zona.

## Descrizione
Il palazzo ha un aspetto classicheggiante di ispirazione veneta. Si trova in largo Castello, all'angolo tra corso della Giovecca e via Borgoleoni, in pieno centro cittadino, di fronte al Castello Estense e al Teatro comunale e a fianco della chiesa di San Carlo. Il pianterreno viene utilizzato da attività commerciali e, a lungo, vi trovò spazio la storica cartolibreria Taddei.